# فهرست جایزه‌ها و نامزدی‌های دنیل ردکلیف
در زیر فهرستی از جایزه‌ها و نامزدهای دریافت‌شده توسط بازیگر اهل بریتانیا دنیل ردکلیف که در سینما، تلویزیون و صحنه ظاهر شده‌است، آورده شده‌است. وی بیشتر به خاطر نقش‌آفرینی در نقش هری پاتر در مجموعه هشت فیلم سینمایی با همین نام در بین سال‌های ۲۰۰۱ تا ۲۰۱۱ شناخته می‌شود.

## جایزه‌ها و نامزدی‌ها
| سال  | برگزارکننده                      | جایزه                                                           | اثر                                | نتیجه    |
| ---- | -------------------------------- | --------------------------------------------------------------- | ---------------------------------- | -------- |
| ۲۰۰۱ | جایزه گزینش منتقدان فیلم         | بهترین بازیگر جوان                                              | هری پاتر و سنگ جادو                | نامزدشده |
| ۲۰۰۱ | باشگاه مطبوعات زنان هالیوود      | پسر جوان کشف‌شده سال                                             | هری پاتر و سنگ جادو                | برنده    |
| ۲۰۰۱ | جایزه سینمایی و تلویزیونی ام‌تی‌وی | بهترین عملکرد در حال پیشرفت برای بازیگر مرد                     | هری پاتر و سنگ جادو                | نامزدشده |
| ۲۰۰۱ | جایزه هنرمند جوان                | بهترین گروه در فیلم (مشترک با بازیگران فیلم)                    | هری پاتر و سنگ جادو                | نامزدشده |
| ۲۰۰۱ | جوایز برگزیده نوجوانان           | بازیگر موفق برگزیده                                             | هری پاتر و سنگ جادو                | برنده    |
| ۲۰۰۵ | جایزه انجمن منتقدان پخش          | بهترین بازیگر جوان                                              | هری پاتر و زندانی آزکابان          | نامزدشده |
| ۲۰۰۶ | جایزه انجمن منتقدان پخش          | بهترین بازیگر جوان                                              | هری پاتر و جام آتش                 | نامزدشده |
| ۲۰۰۶ | جایزه سینمایی و تلویزیونی ام‌تی‌وی | بهترین گروه روی صحنه (مشترک با روپرت گرینت و اما واتسون)        | هری پاتر و جام آتش                 | نامزدشده |
| ۲۰۰۶ | جایزه سینمایی و تلویزیونی ام‌تی‌وی | جایزه سینمایی ام‌تی‌وی برای بهترین قهرمان                         | هری پاتر و جام آتش                 | نامزدشده |
| ۲۰۰۷ | جایزه ملی فیلم انگلیس            | بهترین اجرای بازیگر مرد                                         | هری پاتر و محفل ققنوس              | برنده    |
| ۲۰۰۸ | جایزه امپایر                     | بهترین بازیگر                                                   | هری پاتر و محفل ققنوس              | نامزدشده |
| ۲۰۰۸ | جایزه سینمایی و تلویزیونی ام‌تی‌وی | بهترین بوسه (مشترک با کیتی لیانگ)                               | هری پاتر و محفل ققنوس              | نامزدشده |
| ۲۰۰۸ | جایزه ساترن                      | بهترین اجرای یک بازیگر جوان                                     | هری پاتر و محفل ققنوس              | نامزدشده |
| ۲۰۰۹ | جایزه تماشاگران برادوی.کام       | بازیگر نقش اول محبوب در یک نمایش برادوی                         | اکوئوس                             | برنده    |
| ۲۰۰۹ | جایزه تماشاگران برادوی.کام       | بهترین اجرای رو به پیشرفت                                       | اکوئوس                             | برنده    |
| ۲۰۰۹ | جوایز دراما دسک                  | بهترین بازیگر تئاتر                                             | اکوئوس                             | نامزدشده |
| ۲۰۰۹ | جوایز دراما لیگ                  | جایزه عملکرد برجسته                                             | اکوئوس                             | نامزدشده |
| ۲۰۱۰ | جوایز جی-۱۴ برای چهره‌های نوجوان  | ستاره سینما                                                     | —                                  | نامزدشده |
| ۲۰۱۰ | جایزه سینمایی و تلویزیونی ام‌تی‌وی | بهترین بازیگر مرد                                               | هری پاتر و شاهزاده دورگه           | نامزدشده |
| ۲۰۱۰ | جایزه سینمایی و تلویزیونی ام‌تی‌وی | ستاره جهانی                                                     | —                                  | نامزدشده |
| ۲۰۱۱ | جوایز تماشاگران برادوی.کام       | محبوب‌ترین بازیگر موزیکال                                        | چگونه بدون تلاش موفق شویم          | برنده    |
| ۲۰۱۱ | جوایز تماشاگران برادوی.کام       | زوج محبوب صحنه (مشترک با جان لاروکات)                           | چگونه بدون تلاش موفق شویم          | برنده    |
| ۲۰۱۱ | جوایز حلقه منتقدان اوتر          | بهترین بازیگر موزیکال                                           | چگونه بدون تلاش موفق شویم          | نامزدشده |
| ۲۰۱۱ | جوایز دراما لیگ                  | جایزه عملکرد برجسته                                             | چگونه بدون تلاش موفق شویم          | نامزدشده |
| ۲۰۱۱ | جوایز دراما دسک                  | بهترین بازیگر موزیکال                                           | چگونه بدون تلاش موفق شویم          | نامزدشده |
| ۲۰۱۱ | جوایز دو سامتینگز                | ستاره فیلم                                                      | —                                  | نامزدشده |
| ۲۰۱۱ | جایزه سینمایی و تلویزیونی ام‌تی‌وی | بهترین بوسه (مشترک با اما واتسون)                               | هری پاتر و یادگاران مرگ - قسمت اول | نامزدشده |
| ۲۰۱۱ | جایزه سینمایی و تلویزیونی ام‌تی‌وی | بهترین نبرد (مشترک با روپرت گرینت و اما واتسون)                 | هری پاتر و یادگاران مرگ - قسمت اول | نامزدشده |
| ۲۰۱۱ | جایزه سینمایی و تلویزیونی ام‌تی‌وی | بهترین بازیگر مرد                                               | هری پاتر و یادگاران مرگ - قسمت اول | نامزدشده |
| ۲۰۱۱ | جوایز اسکریم                     | بهترین بازیگر فانتزی                                            | هری پاتر و یادگاران مرگ - قسمت دوم | برنده    |
| ۲۰۱۱ | جوایز اسکریم                     | بهترین گروه (مشترک با دیگر بازیگران)                            | هری پاتر و یادگاران مرگ - قسمت دوم | نامزدشده |
| ۲۰۱۱ | جوایز تین چویس                   | انتخاب بازیگر مرد فیلم: علمی تخیلی/فانتزی                       | هری پاتر و یادگاران مرگ - قسمت اول | نامزدشده |
| ۲۰۱۱ | جوایز تین چویس                   | فیلم چویس: لیپ‌لاک (مشترک با اما واتسون)                         | هری پاتر و یادگاران مرگ - قسمت اول | برنده    |
| ۲۰۱۱ | جوایز تین چویس                   | بازیگر منتخب تابستان                                            | هری پاتر و یادگاران مرگ - قسمت دوم | برنده    |
| ۲۰۱۲ | جایزه برگزیده مردم               | گروه بازیگری محبوب (مشترک با گروه بازیگران)                     | هری پاتر و یادگاران مرگ - قسمت دوم | برنده    |
| ۲۰۱۲ | جایزه برگزیده مردم               | بازیگر محبوب                                                    | هری پاتر و یادگاران مرگ - قسمت دوم | نامزدشده |
| ۲۰۱۲ | جایزه برگزیده مردم               | ستاره محبوب زیر ۲۵ سال                                          | هری پاتر و یادگاران مرگ - قسمت دوم | نامزدشده |
| ۲۰۱۲ | جوایز برگزیده کودکان نیکلودین    | بازیگر محبوب                                                    | هری پاتر و یادگاران مرگ - قسمت دوم | نامزدشده |
| ۲۰۱۲ | جایزه گرمی                       | بهترین آلبوم تئاتر (مشترک با جان لاروکات، رابرت شر و فرانک لسر) | چطور بدون تلاش موفق شویم           | نامزدشده |
| ۲۰۱۲ | جایزه سینمایی و تلویزیونی ام‌تی‌وی | بهترین اجرای بازیگر مرد                                         | هری پاتر و یادگاران مرگ - قسمت دوم | نامزدشده |
| ۲۰۱۲ | جایزه سینمایی و تلویزیونی ام‌تی‌وی | بهترین بازیگران مشترک با اما واتسون، روپرت گرینت (و تام فلتون)  | هری پاتر و یادگاران مرگ - قسمت دوم | برنده    |
| ۲۰۱۲ | جایزه سینمایی و تلویزیونی ام‌تی‌وی | بهترین قهرمان                                                   | هری پاتر و یادگاران مرگ - قسمت دوم | برنده    |
| ۲۰۱۳ | جوایز گلامور                     | مرد سال                                                         | —                                  | برنده    |
| ۲۰۱۳ | جوایز امپایر                     | جایزه قهرمان امپایر                                             | —                                  | برنده    |
| ۲۰۱۶ | جشنواره فیلم سیتخس               | بهترین بازیگر                                                   | مرد ارتشی سوئیسی                   | برنده    |
| ۲۰۱۹ | جوایز برگزیده نوجوانان           | بازیگر کمدی تلویزیونی برگزیده                                   | Miracle Workers                    | نامزدشده |